# China nos Jogos Olímpicos de Inverno de 1992
A China competiu nos Jogos Olímpicos de Inverno de 1992, realizados em Albertville, França.